# Goyang
Goyang (kor. 고양) ist eine Stadt in der Provinz Gyeonggi-do in Südkorea. Zu Goyang gehört auch der Planbezirk Ilsan New Town, welcher durch die Linie 3 der U-Bahn Seoul mit Seoul verbunden ist. Goyang liegt im Norden Seouls, die Bukhansan-Festung liegt auf einem Teil der Stadtgrenze.
Es gibt mehrere Hochschulen in Goyang, darunter das Agricultural Cooperative College, die Hankuk Aviation University und die Transnational Law and Business University sowie seit 2005 das Kunstförderungsprogramm des Open studio Artists-in-Residence.
Die Stadt ist außerdem Heimat des K-League-Challenge-Fußballvereins Goyang Hi FC und war Austragungsort der Gewichtheber-Weltmeisterschaften vom 19. bis 29. November 2009.

## Städtepartnerschaften
Hakodate, seit 2011

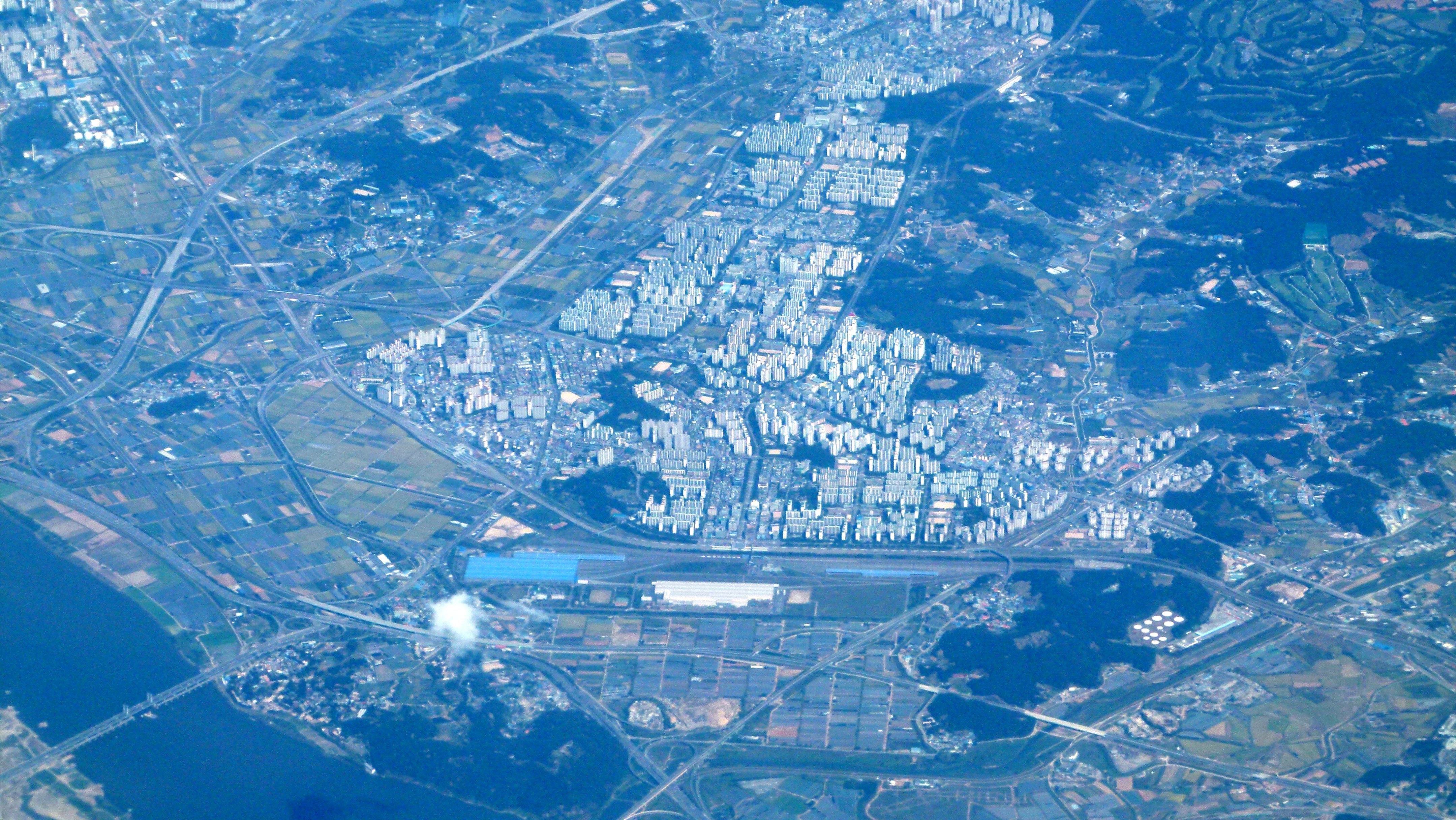
Zentrum von Goyang aus der Vogelperspektive
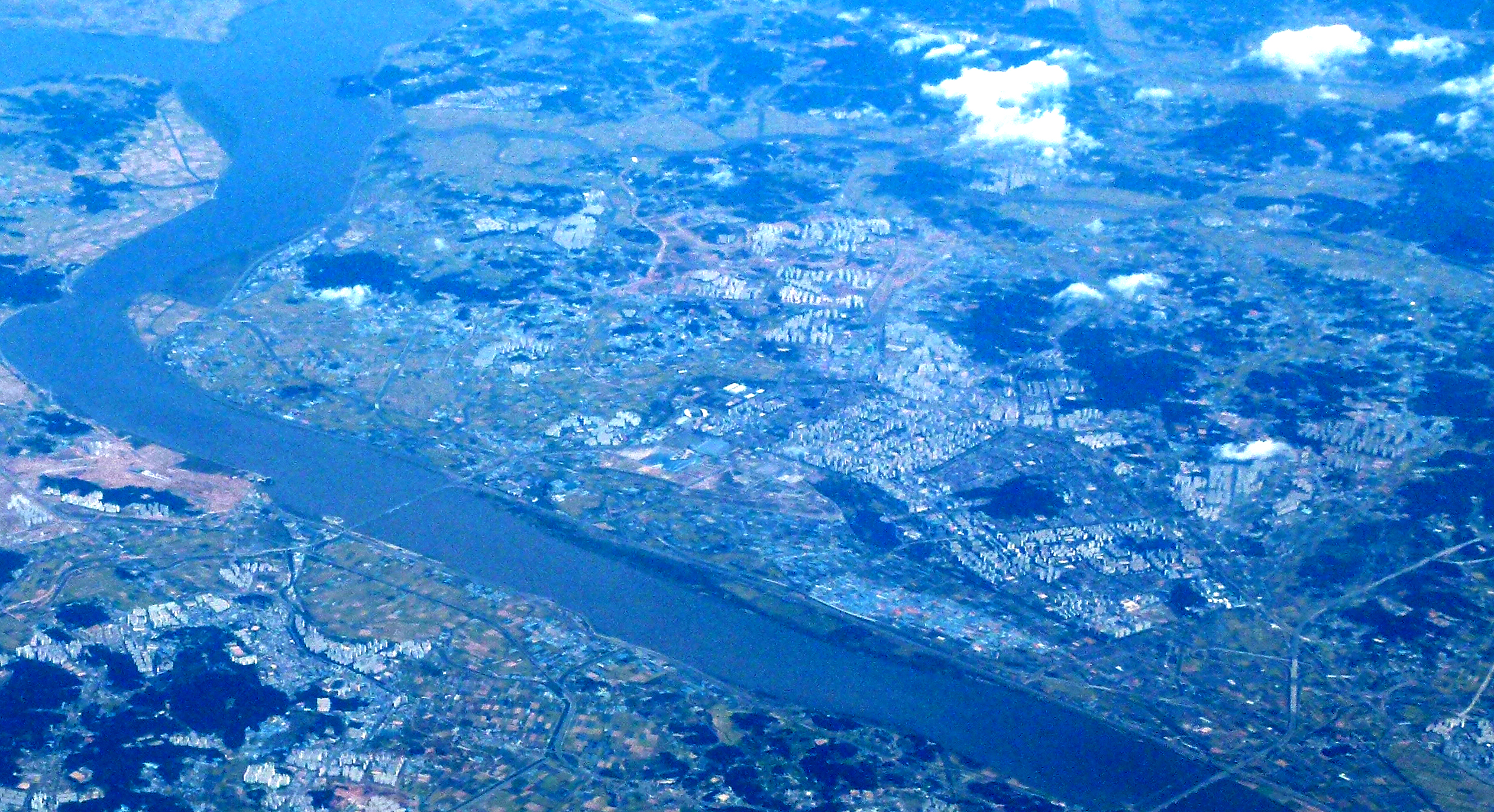
Der westliche Teil des neuen Stadtbezirks Ilsan aus der Vogelperspektive

## Persönlichkeiten
- Kim Jung-gi (1975–2022), Illustrator und Künstler
- Jain Kim (* 1988), Sportkletterin
- Lee Sung-kyung (* 1990), Schauspielerin und Sängerin
- D.O (Do Kyung-soo) (* 1993) Sänger
- Park Yong-woo (* 1993), Fußballspieler
- RM (Kim Nam-joon) (* 1994, wuchs im Stadtteil Ilsan auf), Rapper, Sänger, Songwriter, Komponist und Produzent